# Copa Catalunya de futbol masculina 1994-1995
A la 6a edició de la Copa Catalunya la Federació Catalana de Futbol introduí un canvi de format per tal d'agilitzar el torneig i deixar definits els finalistes abans del termini de l'any natural, de manera que aquests poguessin convenir una data amb suficient antelació i assegurar així la presència de llurs millors efectius. En aquest sentit el nombre de participants es redueix a 44 equips. El Reial Club Deportiu Espanyol, que havia perdut les dues finals anteriors, aconseguí enguany el seu primer títol imposant-se al Palamós Club de Futbol.

## Sistema de competició
- Primera ronda: es sortejaren dues fases prèvies amb dos grans blocs:[1]
  - Bloc de 18 equips format pels 10 de Segona B, els 4 millors de Tercera Divisió, els 2 millors de Primera Divisió Catalana, i els campions dels dos grups de Regional Preferent.
  - Bloc de 22 equips integrat pels campions de cadascun dels 6 grups de Primera Regional i els 16 de Segona Regional.
- Segona ronda: eliminatòries entre els 20 guanyadors dels anteriors blocs.[2]
- Tercera ronda: entren en joc els 2 equips de Segona A.[2][5]
- Quarts de final: s'hi afegeixen els 2 equips de Primera Divisió.[6][5]
- Semifinals
- Final

Fins a tercera ronda els emparellaments són estudiats seguint criteris de proximitat geogràfica, a disputar a partit únic en el camp de l'equip de menor categoria. A partir de quarts de final s'escullen seus que acullen dos partits cada una. La final es juga en camp neutral.

## Eliminatòries
| Primera ronda - Bloc 1 |

| 28 agost 1994 | AEC Manlleu | retirat | FC Andorra | Manlleu     |  |
|               |             |         |            | Municipal · |  |

| 28 agost 1994 | CF Tremp | 3 – 7           | CF Balaguer | Tremp                      |  |
| 19:00         | Brescó 04' 76' · Hilari 73' · Diego · Palacín, Maza, Chus García, Roca · Espasa, Seligrat, Sergi, Gandia · Brescó, Mariani | Mundo Deportivo | 40' Roberto Martínez · 45' 62' Arroyo · 47' 56' Josan · 57' Jaume Martínez · 65' Juanjo Morón · Ortiz, Andreu Martínez, Aguado, Fontova · Quini, Roberto Martínez, Jaume Martínez, Juanjo · Arroyo, Josan | Municipal · Ortega Alias · |  |

| 28 agost 1994                                                    | CF Gavà                                                                                           | 0 – 0           | Gimnàstic de Tarragona                                                                                 | Gavà                       |  |
| 20:00 El Nàstic es classificà després de 30 llançaments de penal | Aparicio Conesa, Cartiel, Cuadrat, Vázquez Modesto, Eloy, Óscar, Miguel Ángel II Aumatell, Cristo | Mundo Deportivo | Arumí Santi Pou, Torres, Cañizares I, Juli Grabulosa, Pablo Sanz, Rubio, Ramírez Cañizares II, Herrera | La Bòbila · Rovira Palau · |  |

| 28 agost 1994 | UE Figueres                                                                              | 0 – 0           | Girona FC | Vilatenim                                        |  |
| 21:00         | Rodri Escala, Sagué, Manolo Sánchez, Comas Arturo, Valentín, Muñoz, Arnau Embela, Melero | Mundo Deportivo | 45' (al pal) Doval Patxi · Gurri, Agustí, Framis, Pibernat · Estela, Vallejo, Jimmy Prat, Sarabia · Doval, Nan | Municipal de Vilatenim · Salvador Elías Fajula · |  |
|               |                                                                                          | Tanda de penals | |                                                  |  |
|               |                                                                                          | 4 – 3           | |                                                  |  |

| 28 agost 1994 | CE Manresa                                                                                 | 0 – 0           | Terrassa FC                                                                          | Manresa                                |  |
| 11:00         | Santi Vicenç II, Valentí, Manubens, Barcons Urbano, Ramón Nieto, Mario, Juanra Soler, Romà | Mundo Deportivo | Serafín Naranjo, Carlos, Robert, Gandoy Napo, Vallès, Montllor, Lluís Paquito, Julio | Annex Nou Congost · Borrás Colominas · |  |
|               |                                                                                            | Tanda de penals |                                                                                      |                                        |  |
|               |                                                                                            | 3 – 1           |                                                                                      |                                        |  |

| 28 agost 1994 | UE Rubí | 3 – 2           | CE Sabadell FC | Rubí                           |  |
| 18:30         | Palau 14' · Mati 90' · Alexis 92' Simón · Martínez, José Mari, Pichardo, Burgos · Ramírez, Castillo, Mati, Alexis · Palau, Torres | Mundo Deportivo | 31' Santi Navarro · 76' Garzón · Ernesto · Sergi, Codina, Manolo, Soteras · Pedro, Carballo, Delso, Garzón · Manuel, Santi Navarro | Can Rosés · Jesús Ruiz Pueyo · |  |

| 28 agost 1994 | CE L'Hospitalet | 1 – 2           | UDA Gramenet | L'Hospitalet de Llobregat      |  |
| 19:00         | Roberto Elvira 24' (p.) · Víctor · Moreno, Fortuño, Tost, Gómez · De la Torre, García, Carmelo, Roberto Elvira · Keko, Tommy | Mundo Deportivo | 45' Sitges · 92' José Manuel López · Tarsi, David Charcos, Navarro, Suárez · Romero, Carcedo, Sitges, Parrado · Campuzano, Tapia | Municipal · Valiente Andaluz · |  |

| 31 agost 1994 | CF Barceloneta | 1 – 0           | CE Europa                                                                                                 | La Barceloneta, Barcelona  |  |
| 20:00         | Marcel 75' José Antonio · Rayo, Matamoros, Fermín, Quique · Francis, Óscar, Luis, Dani González · Juan Carlos, Marcel | Mundo Deportivo | Albarrán Ernest, Surrallés, Capella, Carvajal Francisco, Colomé, Sito Martínez, Cristóbal Vicente, Martín | Municipal · Muñoz Medina · |  |

| 28 agost 1994 | CE Premià | 4 – 4           | UE Sant Andreu | Vilassar de Mar                      |  |
| 12:00         | Mundi 08' 42' 48' · Sergio Garrido 29' · Ildefonso · Miguel Ángel, Pepe Guinau, Toni, Pablo · Puigbó, Óscar I, Sergio Garrido, Óscar II · Mundi, Cristóbal | Mundo Deportivo | 36' 75' Luna · 67' Conget · 88' Atzarà Albert Argemí · Arturo, Juande, Endrino, Luna · Navarro, Javi Pérez, Pere, Conget · Puado, Atzarà | Xevi Ramon · Ricardo Segura García · |  |
|               | | Tanda de penals | |                                      |  |
|               | | 2 – 4           | |                                      |  |

| Primera ronda - Bloc 2 |

| 4 setembre 1994 | CD Ginestar | retirat | Atlètic Camp Clar | Ginestar    |  |
|                 |             |         |                   | Municipal · |  |

| 4 setembre 1994 | UE La Granadella | retirat | CE Artesa de Segre | La Granadella |  |
|                 |                  |         |                    | Municipal ·   |  |

| 4 setembre 1994 | UD Gornal | retirat | UD Torredembarra | El Gornal    |  |
|                 |           |         |                  | Provençana · |  |

| 4 setembre 1994 | CE Sant Guim | retirat | CF Solsona | Sant Guim de Freixenet |  |
|                 |              |         |            | Municipal ·            |  |

| 4 setembre 1994                                 | Amer CF | 1 – 1 | FC Bàscara | Amer        |  |
| 20:00 L'Amer es classificà a la tanda de penals |         |       |            | Municipal · |  |

| 4 setembre 1994 | CF Tordera | 0 – 2 | CF Sils | Tordera     |  |
| 16:30           |            |       |         | Municipal · |  |

| 4 setembre 1994 | CE Premià de Dalt | 0 – 3 | CD Masnou | Premià de Dalt |  |
| 12:00           |                   |       |           | Municipal ·    |  |

| 4 setembre 1994 | CA Vallès | 4 – 3           | CF Ripollet | Granollers                   |  |
| 12:00           | Ángel 05' · Camacho I 48' 90' · Peña 70' Coll · Guàrdia, Martínez, Peña, Blázquez · Carrillo, José, Parralo, Ángel · Camacho I, Méndez | Mundo Deportivo | 07' Osuna · 45' (p.p.) Alabau · 76' Juli Juanfra · Magan, Lucas, Carbonero, Roma · Juli, Chus, Torres, Sancho · Osuna, Emilio | Primer de Maig · Contreras · |  |

| 4 setembre 1994 | UF Barberà | retirat | UEF Alcalá | Barcelona |  |
|                 |            |         |            | Menorca · |  |

| 7 setembre 1994 | Atlético Barrio Pueblo Seco | 1 – 3 | CD Tregurà | Barcelona    |  |
| 20:30           |                             |       |            | La Satàlia · |  |

| 7 setembre 1994 | San Ildefonso Cdad. Satélite | 6 – 1 | CD Pomar | Cornellà de Llobregat |  |
| 21:00           |                              |       |          | Municipal ·           |  |

| Segona ronda |

| 29 setembre 1994 | Atlètic Camp Clar | 1 – 11 | Gimnàstic de Tarragona                                             |  |  |
|                  |                   |        | Escoda · Rubio · Ramírez · Herrera · Gálvez · Cañizares II · Gomis |  |  |

| 29 setembre 1994 | UE Rubí | 0 – 0 | FC Andorra | Rubí        |  |
| Suspès al minut 23 (0-0) per apagada elèctrica i reprès el 18 d'octubre a les 20:00 El Rubí es classificà a la tanda de penals |         |       |            | Can Rosés · |  |

| 18 octubre 1994                                      | Amer CF | 1 – 1 | UE Figueres | Amer        |  |
| 20:30 El Figueres es classificà a la tanda de penals |         |       |             | Municipal · |  |

| 12 octubre 1994 | CD Masnou | 2 – 0           | UDA Gramenet                                                                              | Masnou                       |  |
| 12:00           | De Jesús 40' · Paniagua 90' Terraza · Pons, Conesa, Carbó, Óscar · Ripoll, Álvarez, Abella, Puche · Zaragoza, Dani | Mundo Deportivo | Xavi Fernández, Pedro II, Parra, Óscar Lladós, Torrado, Armengol, Francisco Sergio, Oliva | Municipal · Calvo Madrigal · |  |

| 29 setembre 1994 | San Ildefonso Ciudad Satélite | 1 – 2 | UE Sant Andreu | Cornellà de Llobregat |  |
|                  |                               |       |                | Municipal ·           |  |

| 12 octubre 1994                                      | CE Artesa de Segre | 3 – 3           | CF Balaguer | Artesa de Segre         |  |
| 16:05 El Balaguer es classificà a la tanda de penals | Bacardit 65' · David 68' · Busquets 72' Gimeno · Farrús, Bacardit, Marcel, Campavadal · David, Miquel, Quique, Font · Busquets, March | Mundo Deportivo | 14' 90' (p.) Josan · 98' Juanjo · Bicet · García, Bañuelos, Casals, Fontova · Castillo, Martínez, Menchón, Gil · Josan, Juanjo | Municipal · Marchante · |  |

| 20 octubre 1994 | CE Sant Guim                                                                         | 0 – 2           | CE Manresa | Guissona                    |  |
| 20:30           | Oliva Ferran, Escolà, Espinagosa, Cañada Piñón, Llacuna, Raúl, Yepes Gassó, Virgilio | Mundo Deportivo | 01' Balaguer · 45' Porto Cols · Armengol, Romera, Barcons, Domene · Soler, Llobet, Miguel, Balaguer · Padilla, Porto | Municipal · Serrano Galán · |  |

| 12 octubre 1994 | CA Vallès | 2 – 0           | CF Sils                                                                             | Granollers                 |  |
| 12:00           | Méndez 42' · Polls 80' Pedro · Guàrdia, Martínez, Peña, Bartrés · Carrillo, José, Parralo, Ángel · Camacho I, Méndez | Mundo Deportivo | Sòliva Soler II, Juanan, Iván, Batlle Asín, Oliva, Sarmiento, Amadeo López, Soler I | Carrer Girona · Torralba · |  |

| 12 octubre 1994 | UD Gornal | 2 – 1           | CD Tregurà                                                                                           | El Gornal             |  |
| 12:00           | Rafa 13' · Revuelta 73' Lecegui · Morón, Planas, Mata, Sanromà · Rafa, Munti, Vía, Holgado · Valverde, Revuelta | Mundo Deportivo | 54' Rojo · Escudero · Toro, Montoro, Villas, Nino · Iván, Alberto, Carrasco, Herrera · Rojo, Serrano | Provençana · Prieto · |  |

| 12 octubre 1994 | UEF Alcalá                                                                           | 0 – 5           | CF Barceloneta | Sant Martí de Provençals |  |
| 12:00           | Gómez Guillermo, Mayor, Pau, Zamora Rubén, Fernández, Alberto, Atienza Chescu, Falet | Mundo Deportivo | 20' Vílchez · 31' · 59' Quique · Óscar · 82' Luis Moreno · Agus, Matamoros, Fermín, Óscar · Quique, Francis, Luis, Marcel · Vílchez, Oriol | Romero ·                 |  |

| Tercera ronda |

| 20 octubre 1994 | CF Balaguer                                                                                                   | 1 – 3           | UE Lleida | Balaguer                    |  |
| 21:00           | Isidro 31' · Mora · Ortiz, A. Martínez, Bañuelos, Menchón · Juanjo, Gil, Roberto, Isidro · Josan, J .Martínez | Mundo Deportivo | 51' Bartolo · 61' Palau · 67' Roa Raúl · Matías Rubio, Elcacho, David, Txema · Bartolo, Babunski, Vicente, Aguilà · Pineda, Milinkovic | Municipal · Moreno Aguado · |  |

| 20 octubre 1994 | UD Gornal                                                                            | 0 – 6           | Gimnàstic de Tarragona | El Gornal    |  |
| 21:00           | Rovira Morón, Planas, Vallés, San Román Rafa, Munti, Vía, Zaldaña Valverde, Cañamero | Mundo Deportivo | 15' 54' 60' Uribe · 26' Ramírez · 52' Escoda · 78' Cañizares Arumí · Santi Pou, Claramunt, Rubio, Juli · Escoda, Cañizares, Besora, Ramírez · Uribe, Herrera | Provençana · |  |

| 20 octubre 1994 | CF Barceloneta | 1 – 0           | UE Sant Andreu                                                                  | La Barceloneta, Barcelona      |  |
| 21:00           | Pintor 40' (p.p.) José Antonio · Rayo, Matamoros, Óscar, Francis · Luis, Fermín, Vílchez, Marcel · Juan Carlos, Pablo | Mundo Deportivo | Albert Pintor, Urgell, Dani, Corominas Nicola, Arturo, Endrino, Totó Puado, Mir | Municipal · César Ochoa Díez · |  |

| 1 novembre 1994 | CA Vallès                                                                              | 0 – 2           | Palamós CF | Granollers                                   |  |
| 12:00           | Coll Guàrdia, Alabau, Peña, Polls Carrillo, Camacho II, Parralo, Ángel Camacho I, José | Mundo Deportivo | 32' Jordi Condom · 64' Bernardo Conde · Pitu, Espigulé, Belenguer, Quique · Jordi Condom, Fael, Javi, Ballina · Bernardo, Álex Fernández | Carrer Girona · 500 espectadors · Llauradó · |  |

| 1 novembre 1994 | CD Masnou                                                                          | 0 – 1           | UE Figueres                                                                                           | Masnou                               |  |
| 12:00           | Terraza Pons, Conesa, Carbó, Óscar Ripoll, Álvarez, Abella, Flavio Zaragoza, Puche | Mundo Deportivo | 50' Hernández Ferrer · Álex, Santos, Marcos, Puigmal · Óscar, Arnau, Quico, Escala · Hernández, Roger | Municipal · Ramón Torralba Jiménez · |  |

| 1 novembre 1994                           | CE Manresa                                                                                          | 1 – 1           | UE Rubí                                                                                             | Manresa                              |                                      |
| 12:00                                     | Javi 34' (p.) Santi · Vicenç II, Farrés, Marc, Javi · Urbano, Emilio, Mario, Porto · Maíllo, Samper | Mundo Deportivo | 14' Alexis Simó · Chemi, Asensio, Curro, Pichardo · Palau, Alexis, Mati, Juanje · José Luis, Virdis | Nou Congost · López Molina ·         |                                      |
|                                           | | Tanda de penals | |                                      |                                      |
| Javi · Padilla (al pal) · Urbano (aturat) | Javi · Padilla (al pal) · Urbano (aturat)                                                           | 1 – 4           | Pichardo · Alexis · Juanje · Escobar                                                                | Pichardo · Alexis · Juanje · Escobar | Pichardo · Alexis · Juanje · Escobar |

| Quarts de final |

| 1 novembre 1994 | CF Barceloneta | 1 – 0           | UE Lleida                                                                                   | Tarragona                                 |  |
| 16:00           | Juan Carlos 73' José Antonio · Rayo, Matamoros, Óscar, Quique · Francis, Fermín, Vílchez, Marcel · Juan Carlos, Luis | Mundo Deportivo | Raúl Matías Rubio, Virgilio, David, Txema Pineda, Gonzalo, Vicente, Solà Aguilà, Milinkovic | Nou Estadi de Tarragona · García Moreno · |  |

| 1 novembre 1994 | Gimnàstic de Tarragona                                                                                     | 1 – 4           | RCD Espanyol | Tarragona                                 |  |
| 18:00           | Ramírez 74' · Arumí · Santi Pou, Torres, Sanz, Claramunt · Escoda, Rubio, Besora, Ramírez · Uribe, Herrera | Mundo Deportivo | 05' Lluís · 28' Fonseca · 84' Kuznetsov · 90' (p.) Iotov Raúl · Miguel, Jaime, Macanás, José Mari · Jaume, Kuznetsov, Ayúcar, Iotov · Lluís, Fonseca | Nou Estadi de Tarragona · Crespo García · |  |

| 15 novembre 1994 | UE Rubí | 2 – 3           | Palamós CF | Vilatenim, Figueres                       |  |
| 20:00            | Escobar 28' · Virdis 70' · Simó · Juan Carlos, Chemi, Ramírez, Burgos · Palau, Alexis, Mate, Juanje · Escobar, Torres | Mundo Deportivo | 20' Ballina · 26' Bernardo · 40' Belenguer Conde · Belenguer, Espigulé, Quique, Juanjo · Mínguez, Álex García, Javi, Mágico Díaz · Ballina, Bernardo | Municipal de Vilatenim · Triola Guillén · |  |

| 15 novembre 1994                                   | UE Figueres | 2 – 2           | FC Barcelona | Vilatenim, Figueres                                                       |                                                                           |
| 22:00                                              | Salas 32' · Arturo 34' Ferrer · Sagué, Manolo Sánchez, Curós, Salas · Arnau, Cortada, Muñoz, Quique · Escala, Arturo | Mundo Deportivo | 70' 85' Kornéiev · Lopetegui · Sánchez Jara, Porto, Pirri · Eusebio, Toni, Iván de la Peña, Iván Iglesias · Romário, Kornéiev, Jordi Cruyff | Municipal de Vilatenim · Salvador Elías Fajula ·                          |                                                                           |
|                                                    | | Tanda de penals | |                                                                           |                                                                           |
| Melero · Embela · Soriano · Quique · Curós · Arnau | Melero · Embela · Soriano · Quique · Curós · Arnau                                                                   | 5 – 4           | Sánchez Jara · Escaich · Iván Iglesias · Kornéiev · Hagi · Luis Cembranos                                                                   | Sánchez Jara · Escaich · Iván Iglesias · Kornéiev · Hagi · Luis Cembranos | Sánchez Jara · Escaich · Iván Iglesias · Kornéiev · Hagi · Luis Cembranos |

| Semifinals |

| 15 novembre 1994                                    | CF Barceloneta                                                                                 | 0 – 0           | Palamós CF                                                                                               | Vilatenim, Figueres                      |  |
| 19:00 El Palamós es classificà a la tanda de penals | José Antonio Rayo, Matamoros, Óscar, Quique Francis, Fermín, Luis, Marcel Juan Carlos, Vílchez | Mundo Deportivo | Campos Horcajada, Espigulé, Lima, Quique, Juanjo Álex García, Puche II Ballina, Bernardo, Álex Fernández | Municipal de Vilatenim · Noguer Planas · |  |

| 29 novembre 1994                                    | UE Figueres                                                                                           | 1 – 1                         | RCD Espanyol                                                                                           | Vilatenim, Figueres                                      |                                |
| 21:00                                               | Muñoz 48' (p.) Ferrer · Tomás, Sagués, Curós, Salas · Escala, Arnau, Cortada, Embela · Soriano, Muñoz | Mundo Deportivo La Vanguardia | 06' Lluís Raúl · Kuznetsov, Miguel, Gallardo, Jaime · Macanás, Jaume, José Mari, Iotov · Lluís, Ayúcar | Municipal de Vilatenim · Rafael Xavier Vilaseca Arroyo · |                                |
|                                                     | | Tanda de penals               | |                                                          |                                |
| Soriano · Melero (aturat) · Arturo · Salas (aturat) | Soriano · Melero (aturat) · Arturo · Salas (aturat)                                                   | 2 – 4                         | Ayúcar · Jaume · Jaime · Uceda                                                                         | Ayúcar · Jaume · Jaime · Uceda                           | Ayúcar · Jaume · Jaime · Uceda |

| Final |

| Palamós CF | 1 – 3                         | RCD Espanyol                                  |
| ---------- | ----------------------------- | --------------------------------------------- |
| Javi 91'   | Mundo Deportivo La Vanguardia | 72' Pacheta · 75' Pochettino · 93' (p.) Iotov |

| Palamós | Espanyol |

| José Navarro     |           |     |
| Javier Horcajada |           |     |
| Josep Espigulé   |           |     |
| Antoni Lima      | Amonestat | 75' |
| Álex García      |           |     |
| Eloy Pérez       |           |     |
| Jordi Condom     |           | 77' |
| Javi García      | 92'       |     |
| Mágico Díaz      |           | 71' |
| Frank Pérez      |           | 80' |
| Álex Fernández   |           |     |
| Reserves:        |           |     |
| Conde            |           |     |
| David Belenguer  |           | 75' |
| Fael Becerra     |           | 80' |
| Nené Ballina     |           | 71' |
| Bernardo Fuentes |           | 77' |
| Óscar            |           |     |
| Herrera          |           |     |
| Entrenador:      |           |     |
| Waldo Ramos      |           |     |

| Raúl Arribas        |           |     |
| Jaime Molina        |           |     |
| Sebastián Herrera   |           |     |
| Mauricio Pochettino | Amonestat | 75' |
| Torres Mestre       |           |     |
| Jaume García        |           |     |
| Luis Cembranos      |           |     |
| Pacheta             |           | 80' |
| Arteaga             |           | 70' |
| Lluís González      |           | 45' |
| Velko Iotov         |           |     |
| Reserves:           |           |     |
| Morales             |           |     |
| José Luis Gallardo  |           | 75' |
| Roberto Fresnedoso  |           | 70' |
| José Mari           |           | 45' |
| Jordi Lardín        |           | 80' |
| Entrenador:         |           |     |
| Pepe Carcelén       |           |     |

## Fets destacats
- El Reial Club Deportiu Espanyol esdevé el 8è equip en inscriure el seu nom en el palmarès.
- El Club de Futbol Barceloneta, de Primera Divisió Catalana, fou la revelació del torneig tombant a dos equips de Segona Divisió B (Club Esportiu Europa i Unió Esportiva Sant Andreu) i un de Segona Divisió A (Unió Esportiva Lleida), només caient a semifinals a la tanda de penals davant d'un altre Segona A (Palamós Club de Futbol) i sense encaixar, a més, cap gol en tota la competició.